# Desaparición de Erin Marie Gilbert
Erin Marie Gilbert (San Francisco, California; 4 de mayo de 1971) era una joven estadounidense que desapareció el sábado 1 de julio de 1995, mientras asistía a la feria forestal de Girdwood, en el estado de Alaska. Gilbert, que anteriormente había residido en California, se había mudado a Anchorage (Alaska), donde vivía con su hermana y trabajaba como niñera. En el momento de su desaparición, Gilbert había salido para tener una primera cita con un hombre, David Combs, a quien había conocido en un bar en Anchorage varios días antes. Fue vista por última vez en un puesto de bebidas del recinto ferial aproximadamente a las 18 horas.
A pesar de los esfuerzos de búsqueda de la familia y la policía estatal de Alaska, nunca se llegó a encontrar rastro de Gilbert ni signos o pruebas sobre su paradero o final.

## Vida personal

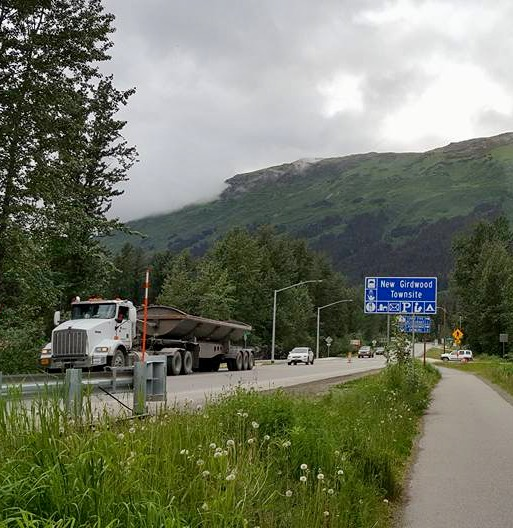
Afueras de Girdwood, donde desapareció Gilbert.

Antes de mudarse a Alaska, Gilbert había vivido en San Francisco. Decidió marcharse a Alaska en el año 1994, donde residió con su hermana mayor, Stephanie, y el esposo de esta en la Base de la Fuerza Aérea Elmendorf. Allí, Gilbert consiguió un trabajo como niñera para una familia que era conocida de su hermana.

## Desaparición
El 1 de julio de 1995, Gilbert acompañó a David Combs, un hombre a quien había conocido varios días antes en un bar llamado Chillkoot Charlie's en Anchorage, a la feria forestal de Girdwood, un pueblo al sur de Anchorage. Los dos salieron de Anchorage aproximadamente a las 16 horas. Gilbert fue vista por última vez en la cervecería al aire libre de la feria con Combs antes de que se fueran aproximadamente a las 18 horas. En ese momento, ella vestía una chaqueta de cuero negra, camisa blanca y negra, botas de montaña y jeans negros.
Según el relato de Combs, él y Gilbert regresaron a su automóvil, pero encontraron la batería descargada porque se había dejado los faros encendidos. Afirmó que le dijo a Gilbert que se marchaba temporalmente a la casa de un amigo cercano para pedir ayuda y caminó durante unas dos horas, pero no pudo localizar la residencia de su amigo. Cuando regresó, Gilbert ya no estaba en el vehículo. Según Combs, asumió que Gilbert había regresado a la feria y descubrió que podía encender el motor del automóvil. Luego regresó al recinto ferial y buscó a Gilbert, sin éxito, hasta aproximadamente la 1 de la madrugada.

## Investigación
En 2017, el teniente de policía Randy McPherron comentó públicamente sobre el caso: "No sabemos con certeza qué sucedió, si esto fue un juego sucio o no, simplemente no lo sabemos. No tenemos testigos, no tenemos restos humanos, no tenemos una escena del crimen, no tenemos mucho, así que va a ser muy difícil, pero como dije, alguien sabe algo". En este momento, la familia de Gilbert ofreció una recompensa de 35 000 dólares por cualquier información sobre su desaparición. Combs se negó a hablar con la prensa cuando fue contactado en ese momento.